# Kościół w Skåre
Kościół w Skåre (nor. bokmål: Skåre kirke) – luterańska świątynia położona w norweskim mieście Haugesund, na osiedlu Skåre.

## Historia
Pierwsza wzmianka o parafii w Skåre pochodzi z 1305, a o kościele parafialnym – z 1560. W 1620 jest wymieniany jako filia parafii Torvastad. W 1639 na miejscu wcześniejszego kościoła wzniesiono nowy. W 1856 rozpoczęto budowę kolejnego obiektu, stary kościół wyłączono z użytku. 7 lipca 1858 roku konsekrowano obecną świątynię. Na miejscu po starym kościele zorganizowano cmentarz, którego pozostałością są zabytkowe nagrobki.
W 2002 przeniesiono siedzibę parafii do kościoła w Udland. Obecnie kościół pełni funkcję ośrodka kulturalnego, posiada tytuł Kulturkirken Skåre.

## Architektura i wyposażenie
Świątynia drewniana, wzniesiona według projektu Christiana Heinricha Groscha z poprawkami naniesionymi przez Frederika Hannibala Stockfletha. Główna część kościoła ma plan ośmiokąta, z dobudówkami od wschodu i zachodu. We wnętrzu znajdują się dwie empory – jedna na zachodzie, nad wejściem, druga na wschodzie, w prezbiterium. W centralnej części świątyni znajdują się cztery filary dźwigające sklepienie. W ołtarzu zamiast obrazu znajduje się krzyż. Do południowego rogu prezbiterium dostawiona jest ambona, a po północnej stronie znajdują się organy, wykonane w 1958 roku – wspólny projekt firm Steinmeyer oraz Norsk Orgel- og Hamoniumfabrikk. Na sygnaturce zawieszonych jest pięć dzwonów, z czego trzy odlano w 1973 w Olsen Nauen Klokkestøperi.